# シルミオーネ
シルミオーネ（伊: Sirmione）は、イタリア共和国ロンバルディア州ブレシア県にある、人口約8,100人の基礎自治体（コムーネ）。
ガルダ湖南岸のコムーネであり、旧市街は湖に突出した半島上にある。テルメ（温泉保養所）としても有名で、ローマ時代からの有名な保養地である。

## 地理

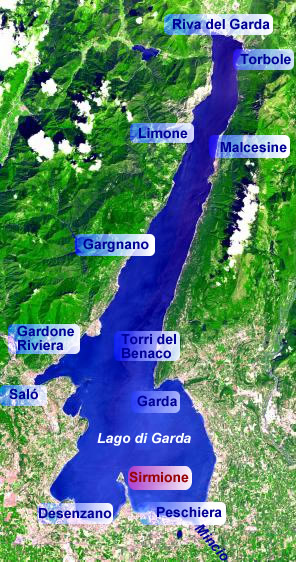
ガルダ湖とシルミオーネの位置

### 位置・広がり
ブレシア県の東部、ガルダ湖南岸に位置するコムーネで、ヴェネト州との境界に位置する。ガルダ湖に突出した半島上にあるシルミオーネの旧市街は、県都ブレシアから東へ31km、ヴェローナから西北西へ31km、マントヴァから北北西へ40km、州都ミラノから東へ111kmの距離にある。
| 隣接するコムーネは以下の通り。括弧内のVRはヴェローナ県所属を示す。 - パデンゲ・スル・ガルダ 北 - ラツィーゼ (VR) - 東 - カステルヌオーヴォ・デル・ガルダ (VR) - 南東 - ペスキエーラ・デル・ガルダ (VR) - 南東 - デゼンツァーノ・デル・ガルダ - 西 陸上で隣接しているのはペスキエーラ・デル・ガルダとデゼンツァーノ・デル・ガルダである。他のコムーネとは湖上で境界線を接している。 |

### 地震分類
イタリアの地震リスク階級 (it) では、2 に分類される
。

## 行政

### 分離集落
シルミオーネには、以下の分離集落（フラツィオーネ）がある。
Colombare di Sirmione, Lugana, Rovizza

## 写真

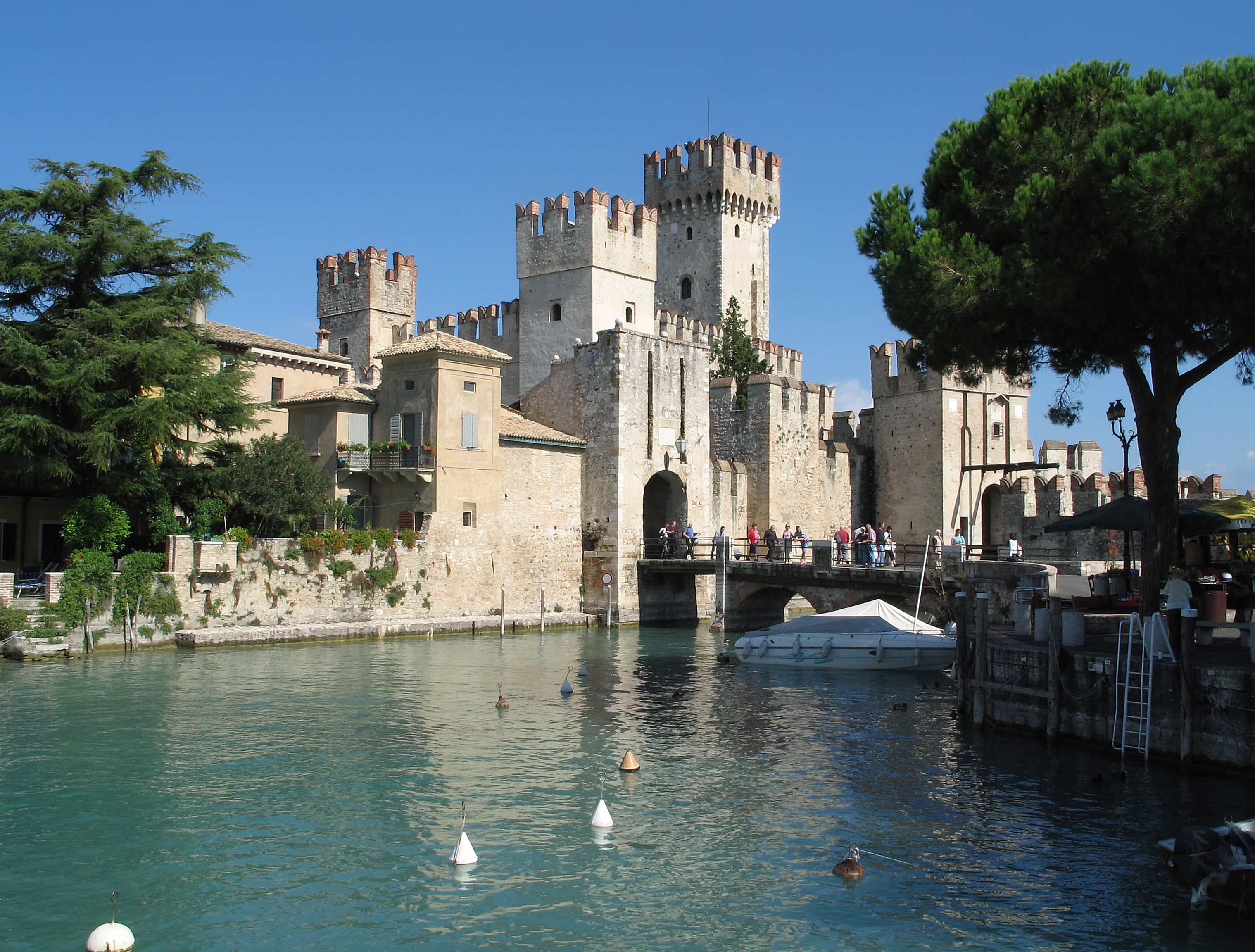
スカラ家の城(Castello Scaligero)
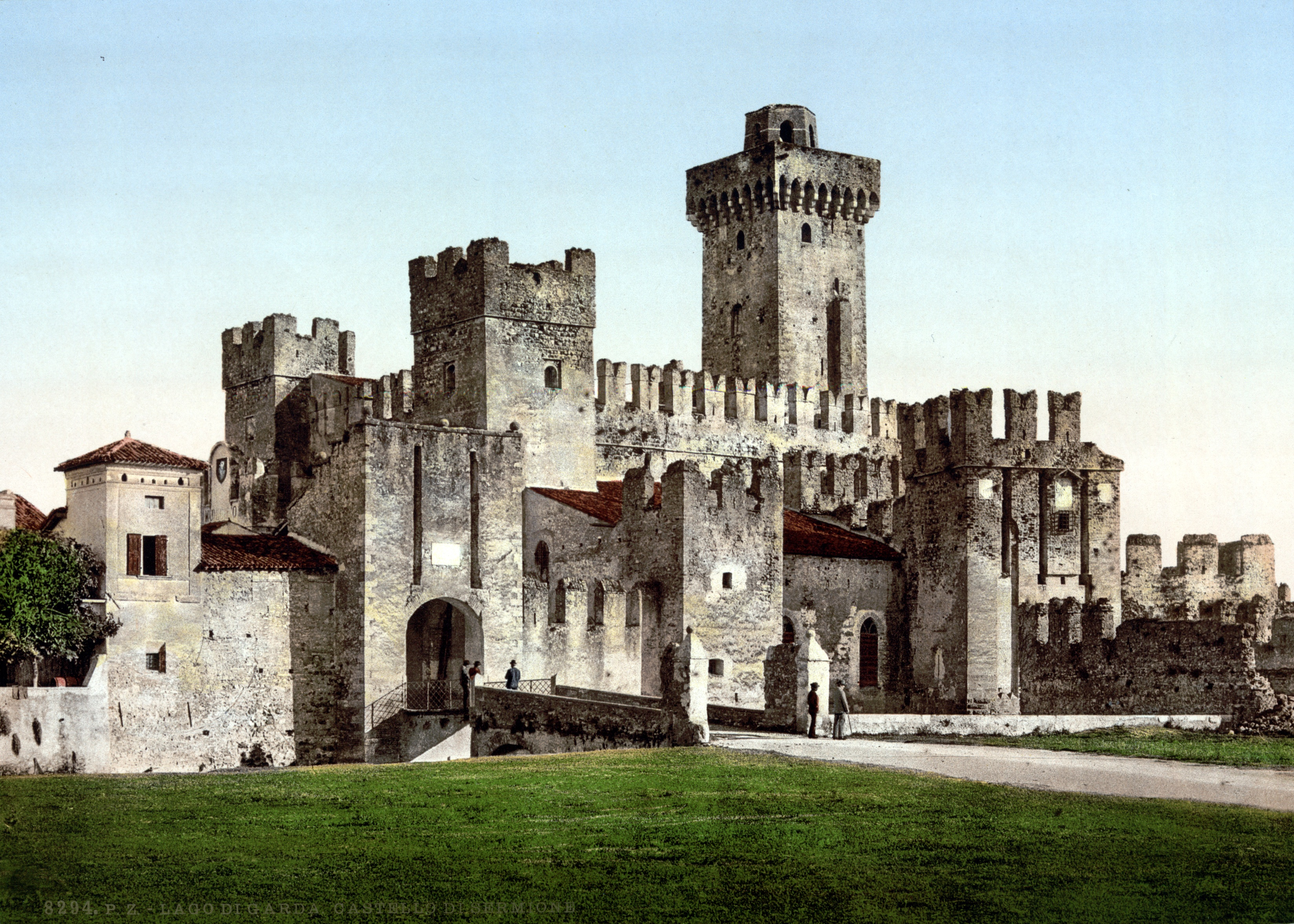
1900年頃のスカラ家の城
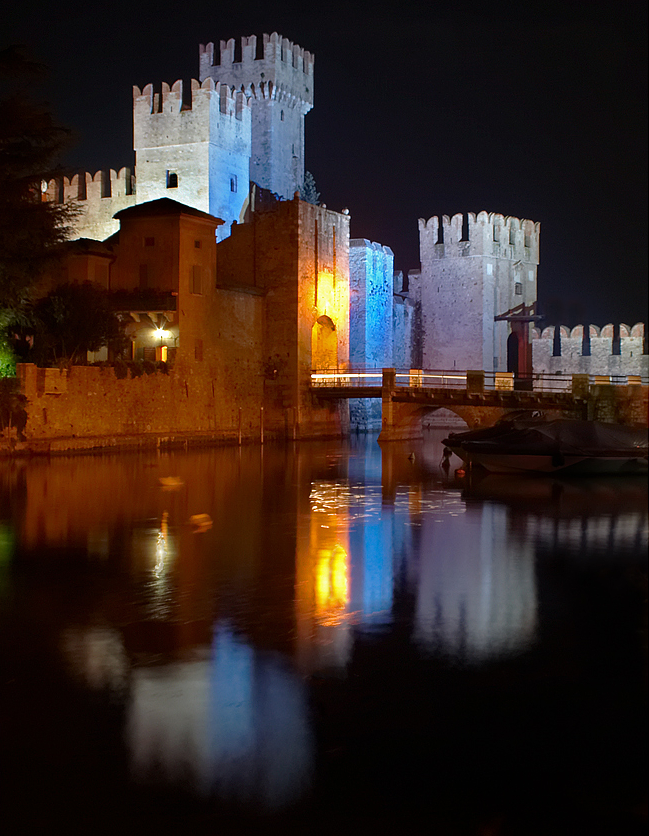
夜のスカラ家の城
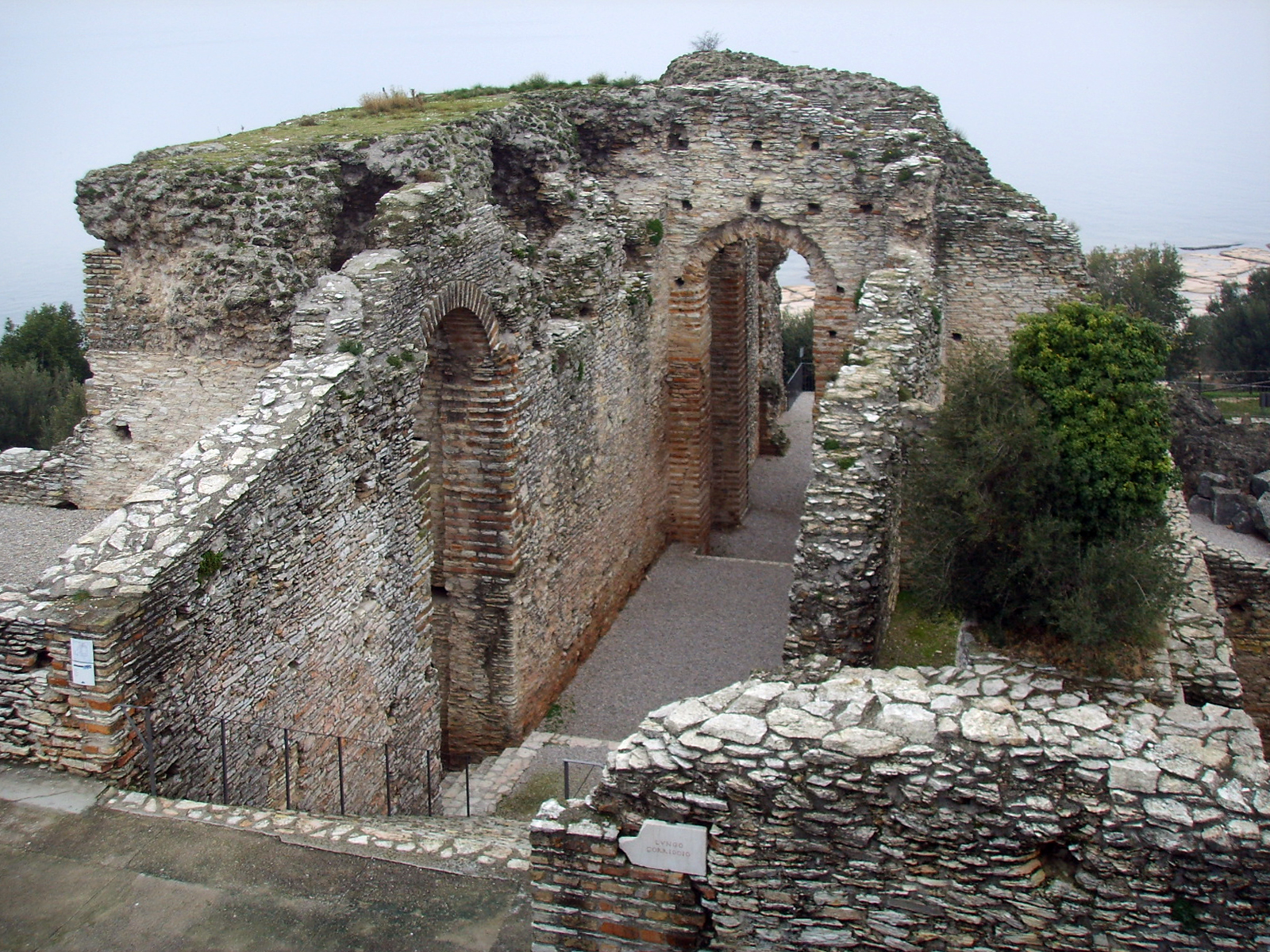
Grotte di Catullo
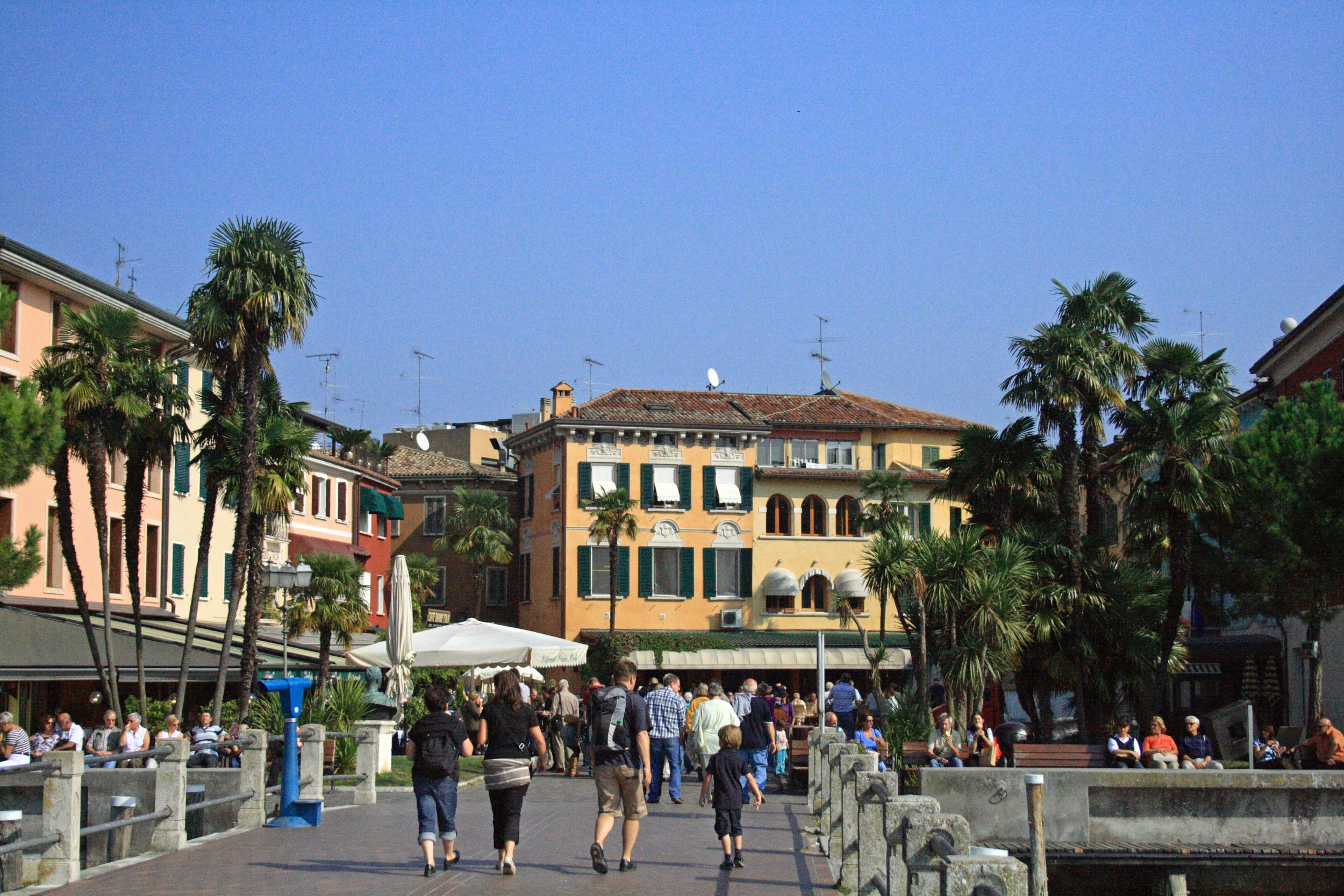
Piazza Carducci
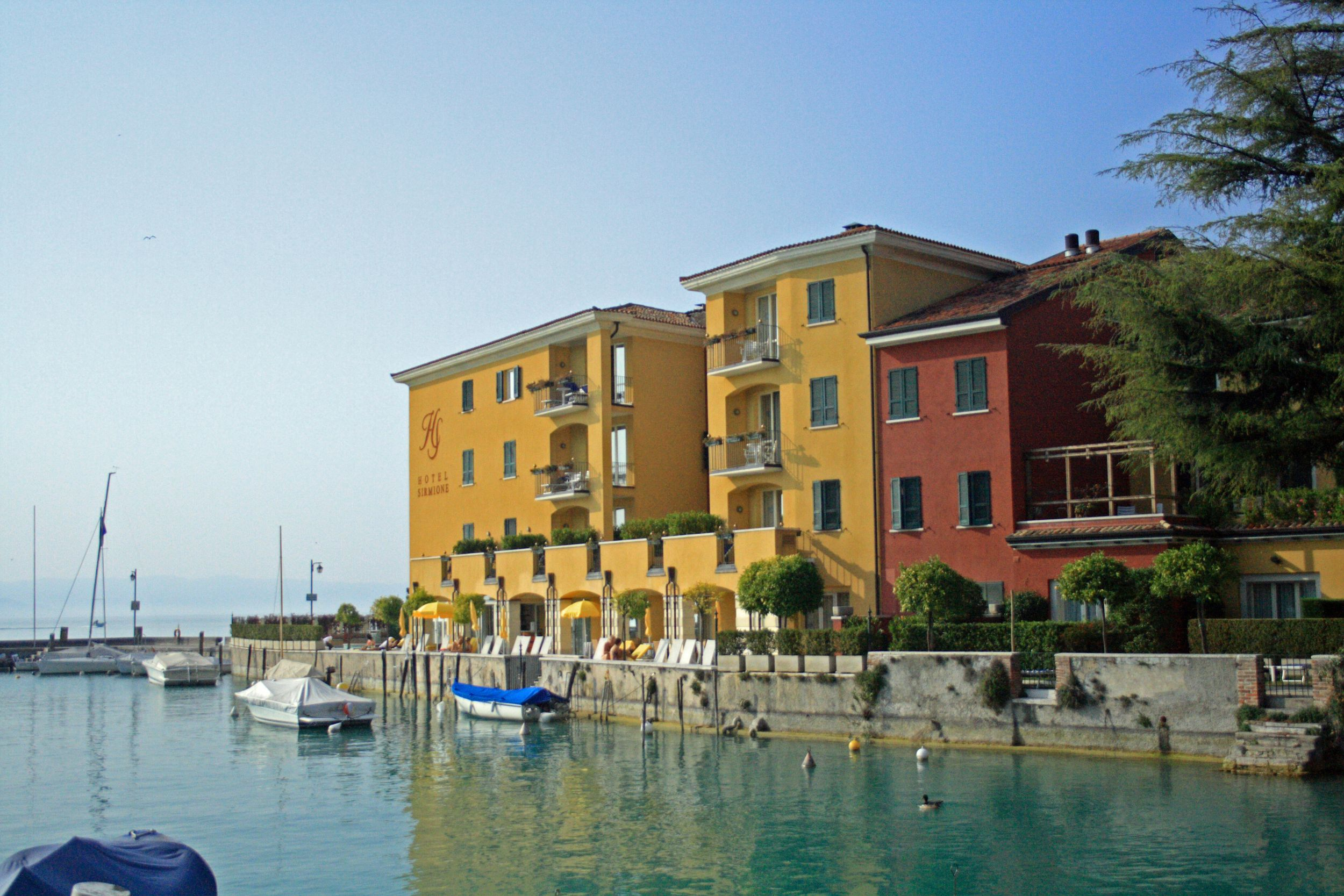
ホテル・シルミオーネ
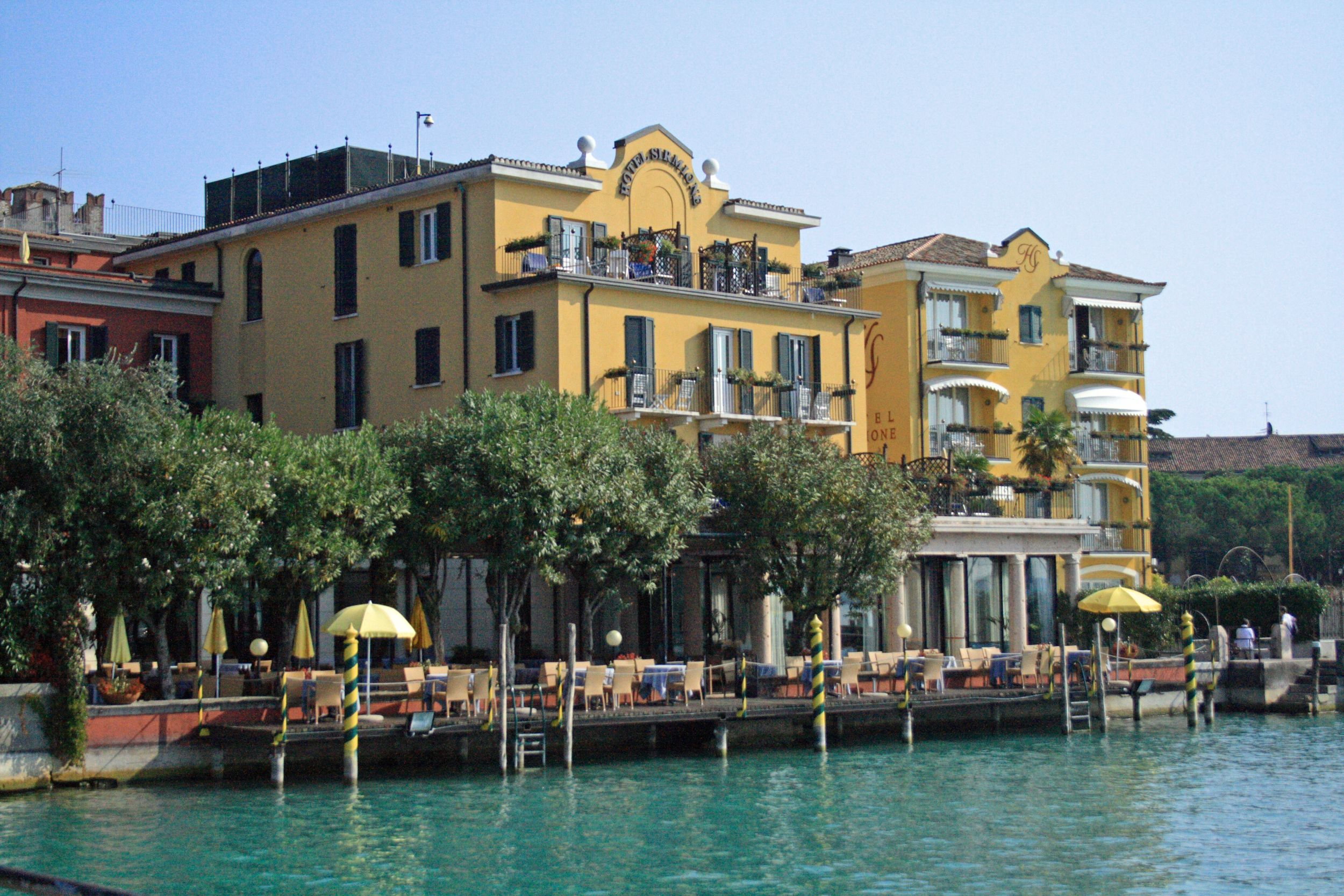
シルミオーネ

## 文化・観光
ルガーナ・ヴェッキア（Lugana Vecchia）にある水上住居の遺跡は、多国間にまたがるユネスコの世界遺産「アルプス山脈周辺の先史時代の杭上住居群」の一部を構成している。
シルミオーネは紀元前1世紀には景勝の休暇地として知られており、古代ローマ時代の最初の温泉であったとされる。1800年代末からテルメとして活用されている水源は摂氏69度の高温である。効能は、関節炎、喉頭炎、気管支炎、外傷の後遺症など。